# Waisea Nayacalevu
Waisea Nayacalevu Vuidravuwalu (Navua, 26 giugno 1990) è un rugbista a 15 figiano, che gioca nel ruolo di tre quarti ala o di tre quarti centro nello Stade français in Top 14.

## Biografia
Nayacalevu si avvicinò al rugby praticandone sia la versione a sette che quella a quindici. Nel 2011 giocò il campionato dello stato australiano del Victoria con i Melbourne Unicorns. Le sue prestazioni attirarono l'attenzione dello Stade français che lo ingaggiò per la stagione 2012-2013. Vinse il suo primo titolo con il club parigino aggiudicandosi il Top 14 2014-2015. Nell'annata 2016-2017, oltre ad essere stato il miglior marcatore del campionato francese, conquistò anche la Challenge Cup.
La carriera internazionale di Nayacalevu iniziò nel rugby a 7; esordì con la Nazionale di rugby a 7 delle Figi in occasione dei New Zealand Sevens del 2012, giocando successivamente tutte le tappe delle IRB Sevens World Series 2011-2012. Lo stesso anno debuttò con le Figi anche nel rugby union, disputando l'incontro con il Giappone, valido per la Pacific Nations Cup, nel quale segnò anche la sua prima meta in nazionale. Nel 2013 prese parte alla Coppa del Mondo di rugby a 7 classificandosi terzo. Dopo aver giocato le edizioni 2014 e 2015 della Pacific Nations Cup, fu convocato per la Coppa del Mondo di rugby 2015. Durante il mondiale scese in campo nelle prime due partite della fase a gironi contro Inghilterra ed Australia, ma poi fu costretto ad abbandonare il torneo a causa di un infortunio al ginocchio. Nel 2016, dopo un breve ritorno al seven nelle ultime due tappe delle World Rugby Sevens Series 2015-2016, giocò e vinse la Pacific Nations Cup. Tornò in nazionale nel 2019 dopo tre anni di assenza sempre in occasione della competizione per le nazionali del Pacifico. Ad inizio settembre fu confermata ufficialmente la sua presenza nella nazionale figiana selezionata per partecipare alla Coppa del Mondo di rugby 2019, nel corso della quale disputò tre incontri segnando due mete.
Nayacalevu vanta una presenza nei Barbarians ottenuta nell'incontro con l'Ulster del giugno 2017.

## Palmarès

### Rugby a 15
- Campionati francesi: 1
Stade Francais: 2014-15
- Challenge Cup: 2
Stade Francais: 2016-17
Tolone: 2022-23
- Pacific Nations Cup : 2
Figi 2015, 2016

### Rugby a 7
- World Rugby Sevens Series: 1
Figi: 2015-16